# Fernando (labdarúgó, 1992)
Fernando, született Fernando Lucas Martins (Erechim, 1992. március 3. –) brazil válogatott labdarúgó, az Antalyaspor játékosa.

## Sikerei, díjai

### Klub
- Grêmio
  - Campeonato Gaúcho: 2010

- Sahtar Doneck
  - Ukrán bajnok: 2013–14
  - Ukrán kupa: 2014

- Szpartak Moszkva
  - Orosz bajnok: 2016–17
  - Orosz kupa: 2017

#### A válogatottban
- Brazília U17
  - Dél-amerikai U17-es labdarúgó-bajnokság: 2009

- Brazília U20
  - Dél-amerikai ifjúsági labdarúgó-bajnokság: 2011
  - U20-as labdarúgó-világbajnokság: 2011

- Brazília
  - Konföderációs kupa: 2013

## Külső hivatkozások
- Topforward profil
- Transfermarkt profil